# یون می را
یون می را (کره‌ای: 윤미라؛ زادهٔ ۱۸ دسامبر ۱۹۵۱) بازیگر اهل کره جنوبی است.

## فیلم‌شناسی
گزیده فیلم‌شناسی
- عشق اول
- پسران بسیار عالی من
- دنیاهای بهم پیوسته
- زندگی مستقل هیو شیم

## جوایز و نامزدی‌ها
| سال  | مراسم               | دسته                      | نامزد /اثر          | نتیجه    |
| ---- | ------------------- | ------------------------- | ------------------- | -------- |
| ۱۹۹۷ | جوایز درامای کی‌بی‌اس | جایزه بهترین بازیگر زن    | چون من واقعاً        | برنده    |
| ۲۰۰۶ | جوایز درامای کی‌بی‌اس | بهترین بازیگر نقش مکمل زن | خواهران معروف       | نامزدشده |
| ۲۰۰۹ | جوایز درامای کی‌بی‌اس | جایزه بهترین بازیگر زن    | پسران بسیار عالی من | نامزدشده |